# Mladé Bříště
Mladé Bříště är en ort i Tjeckien.   Den ligger i regionen Vysočina, i den centrala delen av landet, 90 km sydost om huvudstaden Prag. Mladé Bříště ligger 515 meter över havet och antalet invånare är 208.
Terrängen runt Mladé Bříště är lite kuperad. Runt Mladé Bříště är det ganska glesbefolkat, med 36 invånare per kvadratkilometer. Närmaste större samhälle är Humpolec, 5,8 km norr om Mladé Bříště. Omgivningarna runt Mladé Bříště är en mosaik av jordbruksmark och naturlig växtlighet.